# EV4 Midden-Europaroute
De Midden-Europaroute (Central European Route) is een geheel bewegwijzerde fietsroute op Europese schaal van zo'n 5050 kilometer lang. De route maakt deel uit van het EuroVelo-fietsroutenetwerk van de European Cyclists' Federation, en is opgezet met financiering vanuit een Interreg-programma van de Europese Unie. Het type bewegwijzering verschilt van land tot land omdat gebruik wordt gemaakt van nationale netten van lange-afstandsfietsroutes. De route is vooral bedoeld voor fietsvakantie. 

## Routebeschrijving
Per land zijn de belangrijkste steden die doorkruist worden:
| Land      | Belangrijkste steden (kruising met andere EuroVelo) |
| --------- | --- |
| Frankrijk | Roscoff (EV1), Morlaix, Lannion, Ploufragan, Saint-Malo, Mont Saint-Michel, Vire, Saint-Lô, Cherbourg-en-Cotentin, Carentan, Caen, Le Havre, Dieppe, Boulogne-sur-Mer, Calais (EV5, EV12), Duinkerke |
| België    | Koksijde, Oostende, Knokke-Heist |
| Nederland | Breskens, Vlissingen (EV12), Middelburg, Bergen op Zoom, Eindhoven, Venlo (EV19) |
| Duitsland | Mönchengladbach, Neuss (EV3, EV15), Keulen, Bonn (EV3), Koblenz, Mainz (EV15), Frankfurt am Main, Würzburg                                                                                           |
| Tsjechië  | Karlovy Vary, Praag, Brno, Ostrava |
| Polen     | Jastrzębie-Zdrój, Krakau, Tarnów, Przemyśl |
| Oekraïne  | Lviv, Ternopil, Kiev |

De route loopt door het midden van Europa. Voor gidsen en toelichtingen moet gebruikgemaakt worden van het materiaal dat per land beschikbaar is. In sommige gevallen kan dat er toe leiden dat het alleen beschikbaar is in de taal van dat land. 

### Frankrijk
In Roscoff kan worden aangesloten op de EV1 Atlantische Kustroute. De route volgt het gehele traject in Frankrijk La Vélomaritime. Onderweg zijn er veel bezienswaardigheden als Mont Saint-Michel, de D-Day-stranden en steden als Saint-Malo, Caen, Le Havre. In Calais kan worden aangesloten op de EV5 Via Romea Francigena. Vanaf Calais tot de grens loopt de EV12 Noordzeeroute parallel mee. In Bray-Dunes passeert de route de grens met België.

### België
Vanaf De Panne tot Knokke-Heist loopt de route door België en volgt de LF Kustroute. De EV12 Noordzeeroute loopt het gehele traject parallel mee. 

### Nederland
Vanaf Cadzand-Bad tot Breskens loopt de route door Zeeuws-Vlaanderen, daarna gaat het met de veerboot over de Westerschelde naar Vlissingen. Vanaf de Belgische grens tot Vlissingen volgt de route de LF Kustroute en loopt deze parallel met de EV12 Noordzeeroute.
Van Vlissingen tot Venlo volgt de route de LF13 Schelde-Rheinroute. Onderweg zijn er bezienswaardige steden als Bergen op Zoom, Middelburg en Eindhoven.
In Venlo kruist de route de EV19 Maasroute.

### Duitsland
Het eerste deel van de route door Duitsland loopt parallel met de Fietsallee langs de Noordervaart, deze eindigt in Neuss. Tussen Neuss en Mainz loopt de route parallel met de EV15 Rijnroute en tussen Neuss en Bonn eveneens parallel met de EV3 Pelgrimsroute. Van Neuss tot Mainz maakt ze gebruik van de D-Route 8 Rijnfietsroute. Na Mainz volgt de route de Mainradweg. In Duitsland tussen Koblenz en de grens met Tsjechië bij Waldsassen loopt de route parallel met de D-Route 5 Saar-Mosel-Main. In Koblenz kan ook worden aangesloten op de Moselradweg.

### Tsjechië
Vanaf Cheb tot Bohumín voert de route door Tsjechië. Na de grens volgt ze de Egerfietsroute naast de Eger tot de bezienswaardige stad Karlovy Vary. Daarna voert ze over 'groene wegen' (landelijke fietspaden). Hierbij doet ze de bezienswaardige hoofdstad Praag aan en gaat de route ook door de Bohemen. 

### Polen
Vanaf Chalupki tot Przemyśl gaat de route door Polen. Bezienswaardig is de stad Krakau waarbij een bezoek kan worden gebracht aan Auschwitz.

### Oekraïne
In Oekraïne volgt de route vanaf de Poolse grens tot Lviv de M11. Daarna loopt de route door naar Kiev.